# Brecha (película)
Brecha es una película española, la segunda del director y compositor francés Iván Noel (Yves Noel).

## Sinopsis
José Ramón, un chico de doce años, va a vivir con su padre, Andrés, cuando este sale de prisión, donde ha pasado cuatro años.
El reencuentro resultará muy difícil para los dos, pues han de enfrentarse, por un lado, a las diversas dificultades del estigma social en el pequeño pueblo donde viven, pero, sobre todo, a la muerte de Marisa, esposa de Andrés y madre de José Ramón, de la que ambos se sienten culpables. Deberán superar las heridas del pasado y afrontar el presente.

## Temas
Su director la define como «un drama sobre la incomunicación», y reivindica con ella la capacidad del cine para generar emoción. «La gente ha sentido algo en la sala. ¿Cuántas veces ha ocurrido eso últimamente en el cine español? En España hemos olvidado sentir, desde Solas no hay ninguna película que busque conmover al espectador», añade.
La película describe la búsqueda de redención por parte de un hombre que ha cumplido condena y que debe reanudar la convivencia con su hijo, a quien, en su fuero interno, no consigue perdonar. La narración girará en torno a estos dos personajes, que se necesitan mutuamente, pero que, por diversas razones, tardarán en romper el muro que los separa. La descripción psicológica de los personajes es muy compleja (el niño, que trata de ganarse al padre, y el padre, que no sabe cómo expresarle su amor), pero a la vez natural.
Otros temas se dan cita en el filme, como los conflictos y prejuicios sociales, la búsqueda de amistad y referentes por parte de un preadolescente segregado de su entorno, el abuso y la traición por parte del único chico del instituto que se acerca a él y a quien José Ramón se aferra como su único amigo, la relación del niño con su mascota, etc.

## Aspectos técnicos
La película se realizó sin presupuesto (actores voluntarios, alquileres gratuitos, patrocinios y donaciones, etc.). Pero para Noel, el carácter independiente de la cinta no radica solo en este punto, sino en la manera artesanal de concebir el trabajo: durante el rodaje, el director no contaba con un guion técnico, no hacía ensayos ni disponía de actores profesionales —excepto Alfonsín—, con el fin de conseguir «una mayor naturalidad» en las escenas.
Todo el rodaje se llevó a cabo en Lebrija, provincia de Sevilla, donde Noel vivió un año para estudiar a la gente y sacar lo mejor de los personajes.